# Dunăreanca, Bolgrad
Dunăreanca (în ucraineană Zadunaiivka, transliterat: Задунаївка, în bulgară Задунаево, transliterat: Zadunaevo) este un sat în comuna Arciz din raionul Bolgrad, regiunea Odesa, Ucraina.

## Demografie
Componența lingvistică a comunei Dunăreanca
     Bulgară (91,6%)
     Ucraineană (3,8%)
     Rusă (3,56%)
     Alte limbi (0,79%)
Conform recensământului din 2001, majoritatea populației comunei Dunăreanca era vorbitoare de bulgară (91,6%), existând în minoritate și vorbitori de ucraineană (3,8%) și rusă (3,56%).